# Томпсон, Джеймс Дэвид
Джеймс Дэвид Томпсон (англ. James David Thompson; 11 января 1920, Индианаполис — 1 сентября 1973) — американский социолог.
Окончил Университет Индианы, в 1941—1946 годах служил в ВВС Армии США. После получения степени магистра журналистики работал полгода редактором «Чикагского журнала торговли», затем преподавал журналистику в Университете Висконсина. В 1954 году защитил диссертацию по социологии в Университете Северной Каролины. Затем преподавал в Школе бизнеса и общественного управления Корнеллского университета, где был одним из учредителей (1956) и первым редактором журнала «Administrative Science Quarterly». Некоторое время возглавлял Центр науки управления Питсбургского университета, и наконец с 1968 года преподавал на кафедре социологии Университета Вандербилта.
В 1967 году опубликовал свой главный труд «Организации в действии: общественнонаучные основы теории управления» (англ. Organizations in Action: Social Science Bases of Administrative Theory) — значительный вклад в теорию административных процессов.